# Плющеве (заказник)
Плю́щеве — ботанічний заказник місцевого значення в Україні. Розташований у межах Борзнянської громади Ніжинського району Чернігівської області, на північ від села Кинашівка. 
Площа 173 га. Статус присвоєно згідно з рішенням Чернігівського облвиконкому від 04.12.1978 року № 529; від 27.12.1984 року № 454; від 28.08.1989 року № 164. Перебуває у віданні ДП «Борзнянське лісове господарство» (Борзнянське л-во, кв. 78-80). 
Статус присвоєно для збереження лісового масиву з високопродуктивними насадженнями дуба віком 40-60 років. У домішку — береза, вільха та інші. 
У трав'яному покриві зростають яглиця звичайна, конвалія звичайна, перлівка поникла, зірочник ланцетолистий, осока пальчаста, куцоніжка лісова.